# Priorado de Santa Maria e Todos os Santos
O Priorado de Santa Maria e Todos os Santos em West Acre era uma casa monástica medieval em West Acre no distrito de King's Lynn e West Norfolk de Norfolk, Inglaterra, fundada por volta de 1100 pela família de Toni. Mais tarde uma fraternidade agostiniana, foi fechada em 1538 como parte da dissolução dos mosteiros sob o rei Henrique VIII. Agora é uma ruína sem data de ser reparada.

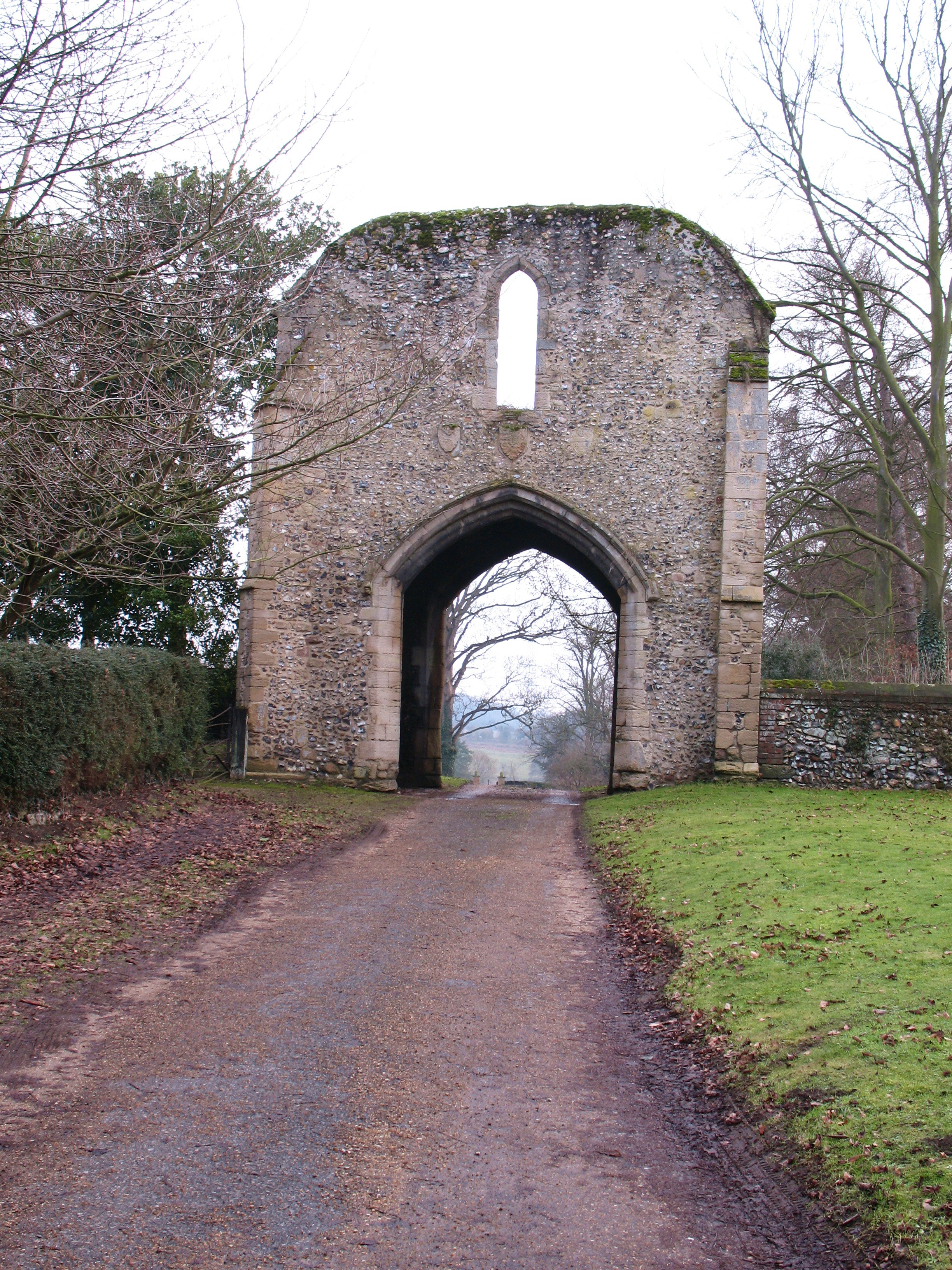
Portão do Priorado

O portão do priorado, em ruínas, é um edifício listado de grau I; o lado norte tem dois arcos encimados por três escudos com brasões, legíveis no século 18 como as armas de De Toni e dos Condes de Warwick.